# Haliyal
Haliyal là một thị xã panchayat của quận Uttara Kannada thuộc bang Karnataka, Ấn Độ.

## Địa lý
Haliyal có vị trí 15°20′B 74°46′Đ / 15,33°B 74,77°Đ Nó có độ cao trung bình là 559 mét (1833 feet).

## Nhân khẩu
Theo điều tra dân số năm 2001 của Ấn Độ, Haliyal có dân số 20.652 người. Phái nam chiếm 51% tổng số dân và phái nữ chiếm 49%. Haliyal có tỷ lệ 66% biết đọc biết viết, cao hơn tỷ lệ trung bình toàn quốc là 59,5%: tỷ lệ cho phái nam là 72%, và tỷ lệ cho phái nữ là 60%. Tại Haliyal, 13% dân số nhỏ hơn 6 tuổi.